# Will Wright (acteur)
Will Wright (San Francisco, 26 maart 1894 – Los Angeles, 19 juni 1962) was een Amerikaanse film- en televisieacteur. 

## Biografie
Hij begon zijn acteercarrière in het theater en speelde in 1934 in de kortfilm Feud. Hij werkte ook voor de radio en verscheen in meer dan 5000 programma's. Nadat hij zijn carrière begonnen was in New York verhuisde hij naar de westkust  van de Verenigde Staten en verscheen in 1940 daar in zijn eerste film Blondie Plays Cupid. Hij speelde vele kleine rollen in de volgende jaren. In 1942 sprak hij de stem van de uil in Bambi in. Een van zijn bekendere rollen was die van de corrupte Dolph Pillsbury in de prijzen winnende film All the King's Men. 
Vanaf de jaren vijftig vertolkte hij vele gastrollen in televisieseries. Zijn laatste rol was in Bonanza. Hij overleed aan kanker in juni 1962.